# Dolní Hořice
Dolní Hořice (německy Unter Horschitz) jsou obec v okrese Tábor v Jihočeském kraji. Skládá se z dvanácti částí, v nichž žije celkem 857 obyvatel.

## Historie
První písemná zmínka o vesnici pochází z roku 1403.

## Přírodní poměry
Jihozápadně od vesnice se nachází národní přírodní památka Chýnovská jeskyně a přírodní rezervace Pacova hora.

## Obyvatelstvo
| Rok            | 1869 | 1880 | 1890 | 1900 | 1910 | 1921 | 1930 | 1950 | 1961 | 1970 | 1980 | 1991 | 2001 | 2011 | 2021 |
| -------------- | ---- | ---- | ---- | ---- | ---- | ---- | ---- | ---- | ---- | ---- | ---- | ---- | ---- | ---- | ---- |
| Počet obyvatel | 335  | 378  | 336  | 291  | 280  | 231  | 233  | 187  | 172  | 217  | 138  | 128  | 128  | 135  | 118  |
| Počet domů     | 25   | 30   | 32   | 31   | 30   | 32   | 41   | 41   | 64   | 50   | 39   | 45   | 49   | 49   | 46   |

## Obecní správa

### Části obce
- Dolní Hořice
- Hartvíkov
- Horní Hořice
- Chotčiny
- Kladruby
- Lejčkov
- Mašovice
- Nové Dvory
- Oblajovice
- Pořín
- Prasetín
- Radostovice

### Obecní symboly
Znak a vlajka byly obci uděleny rozhodnutím předsedy Poslanecké sněmovny Parlamentu České republiky dne 8. listopadu 2016.

## Pamětihodnosti
- Dolnohořické tvrziště na severním okraji vesnice